# Topocalma
Topocalma (mapudungún azotado, seguramente por los altos farallones que allí se encuentran, o por las características de los vientos) es una playa localizada en la Comuna de Litueche, Provincia Cardenal Caro, Región del Libertador General Bernardo O'Higgins, de Chile.

## Descripción
Topocalma es una playa de viento arranchado y olas que corren mucho. Una vista panorámica desde un cerro, da una perspectiva de los casi cinco kilómetros de largo de la playa que cuenta con hermosos bosques y con una tranquilidad casi única para la pesca. En esta playa se práctica Surf y pesca deportiva.
Este lugar es un santuario del Windsurf. Es el sitio que todo windsurfista debería visitar.

## Historia
Las primeras ocupaciones humanas probablemente están en relación con el fin de la última glaciación, hace 11 mil años. La línea de costa estaba aproximadamente 50 metros más abajo, así que, de existir asentamientos humanos, estarían ocultos bajo el mar.

### Prehispánico
Como todo el Valle Central del actual Chile, se vio esta zona ocupada por oleadas sucesivas humanas que fundaron algunas culturas y otras solo pasaron. Fenómeno interesante es la Cultura Llolleo que conformó los primeros asentamientos en el área. Posteriormente estuvo la Cultura Aconcagua, los que devinieron en el periodo mapuche. Todo esto se aceleró al entrar en contacto con el Imperio Inca en el Collasuyo.

### Conquista Española
El español Gómez de Alvarado y Contreras en el siglo XVI, fue el primer navegante europeo que bordeó esta zona. Posteriormente, cuando el conquistador de Chile, Pedro de Valdivia se instala en Santiago, estas costas eran propiedad de los caciques de la cultura Aconcagua, Huechún y Millacura. En tiempos de Valdivia, se consigna la presencia de indios pescadores en la Zona Central.

Aliamapu (Valparaíso) era habitada ... por esa raza especial de aborígenes que conserva todavía su tipo, su nombre y hasta su humilde ejercicio de la mar... los antiguos changos»
V. Mackenna, 1936

El término «chango» aparece no solo en la toponimia, sino también en los documentos de la época colonial aludiendo a los indios pescadores. Según el historiador Joaquín Santa Cruz (1926), vivían fundamentalmente de la pesca y recolección de mariscos y mamíferos marinos.Hacia 1562 un gran número de changos de la costa central había desaparecido ya sea porque fueron trasladados, perseguidos o exterminados.

"Vicuña Mackenna afirma que los colonos de Santiago tuvieron noticias de una nave que se había estrellado contra las costas de Topocalma y los escasos sobrevivientes, entre los que se contaba un negro, fueron cruelmente asesinados por los indios que allí vivían, por tal motivo «..ocurrieron en vengarlos matando ciento por uno, según era la ley del talión en tales casos»
 Szmulewicz, 1984

### Relación con Litueche
El historiador señor Régulo Valenzuela Matte, en su estudio sobre “La Doctrina de Rapel en el reino de Chile”, señala que, el nombre aborigen que recibían las tierras en donde hoy se encuentra el pueblo de Litueche es, “Pucalán”.
Así era denominado el lugar por los caciques Topocalma, Palloquililica, Guablauquen, Arcanabal, Arongomilla, Quilchongare, Alongomoro y los demás que poblaban los lugares aledaños cuando llegaron los conquistadores españoles.
Esta voz tendría al menos, dos acepciones de Pu=plural y calán=brotes, significaría renuevos. Y de Puquio=pozo y lan=muerte, cuyo significado sería pozo de la muerte.

### Entregado en Encomienda
A Juan Bautista Pastene se le asignaron los indios tagua-taguas. A Gerónimo de Alderete y su sobrino Juan Fernández de Alderete tuvieron a su cargo los indios de Pichidegua y Lihueimo. Alonso de Escobar Villarroel fue dueño de los de Nancagua y Chimbarongo y Juan Gómez de Almagro de los de Rapel y Topocalma.
Entre los años 1541 y 1553, se hace referencia a los caciques principales y parcialidades indígenas que habitaban nuestra región y que entraron en contacto con los españoles.
- Cacique Caloande o Moyande  en territorio promaucae, 1542.[4]
- Topocalma y Gualauquén en la costa del territorio promaucae, 1544.[4]
- Quinellanga, Itinguillanga  en Cailloa (Cailloma) entre los ríos Cachapoal y Tinguiririca, 1549.[4]
- Maluenpangue en territorios TaguaTagua, en 1549[4]
- Tabón y Culimaulén en Rapel[4]

" é para tomar trajo allí de opresente un hijo de Juan Darongo [Guandarongo?],cacique contenido en la dicha cédula, por nombre Navi, heredero que dijo ser del dicho Juan Darongo, y otro indio principal de los Taguataguas por nombre Putalaoquen [Butalafquen?] heredero que dijo ser de Maluenpangue, señor de los indios Taguataguas..." "...los caciques llamados Maulenpangue... que tienen su asiento en los promoaucaes é se llaman Tagua-taguas..." .
CDIHCh, Tomo VIII, 1549,Cédula de Encomienda de Joan Bautista Pastene...

No hay relatos de la interacción de Maluenpangue  con Pastene, pero al parecer fue una relación pacífica.
De la Colección de Documentos Inéditos para la Historia de Chile, el volumen cuarto, Pedro de Valdivia y sus compañeros, nos reproduce las Provanzas de Juan Gómez de Almagro y Antonio Tarabajano en el pleito seguido entre ambos sobre la Encomienda de Topocalma, extraída del Archivo de Indias, en la página seis se encuentra el primer título que Gómez de Almagro conserva para avalar sus derechos, y es el siguiente:

Don Pedro de Valdivia, eleto Gobernador é Capitán General en nombre de S.M. por el Cabildo, Justicia é Regimiento, é por todo el pueblo desta ciudad de Santiago del Nuevo Extremo en estos reinos de la Nueva Extremadura, que comienzan del valle de la Posesión, que en lengua de indios se llama Copayapo, con el valle de Coquimbo, Chile é Mapocho é provincias de poromaucaes, Rabco, Quiriquino, con la isla de Quiriquino que señorea el cacique Llochongo, con todas las demás provincias sus comarcanas, hasta tanto que S.M. provea lo que fuera su servicio, etc. Por cuanto vos Juan Gómez venístes conmigo á la conquista, pacificación é población destas provincias con vuestras armas é caballos, y en la conquista desta tierra é naturales della habéis muy bien servido á S.M. é á vuestra costa, y en la población desta ciudad y sustentación, habéis hecho lo que érades obligado á quien sóis, é habéis sustentado vuestra persona é la sustentáis con toda la honra é allegáis en vuestra casa muchos gentiles hombres, soldados é servidores de S.M. y gastáis con ellos lo que tenéis, como lo acostumbran á hacer los buenos y nobles y personas de vuestra calidad; demás é allende por concurrir en vos las calidades que se requieren para encomendaros y encargar los cargos é oficios de S.M., os creé y elejí en su nombre para alguacil mayor desta dicha ciudad é de las demás que mi voluntad fuere, y en la ejecución de la justicia y cosas tocantes al oficio, os habéis regido é gobernado como ha convenido al servicio de S.M., é por ser plático en las cosas de la guerra é de buen juicio, os he dado muchas veces cargo de gente por vuestra experiencia é prudencia, y siempre habéis dado muy buena cuenta é sé la daréis en lo que demás se os encomendare, como conviene al servicio de S.M., é en todo aquello que de su parte os he mandado, lo habéis fecho con toda fidelidad é diligencia é sin faltar nada, obedeciendo é cumpliendo mis mandamientos en todo, como buen súbdito é vasallo suyo; por tanto, en remuneración de lo dicho é hasta que se haga la reformación general é la voluntad de S.M. sea é la mía en su real nombre, deposito en vos el dicho Juan Gómez, los caciques llamados Palloquierbico é Topocalma y Gaulauquen con todos sus prencipales é indios é subjetos que son en las provincias de los poromaucaes, á la costa de la mar, é más los prencipales Arcanaval, Rutaucony, Arongo, Milla, Quiechongare, con todos sus indios, que solían ser subjetos al cacique Cilongomoro é son en este valle de Mapocho, é se os dan por estancia para que os sirváis de todos ellos conforme á los mandamientos y ordenanzas reales, con tanto que dejéis indios al cacique principal sus mugeres é hijos é los otros indios de su servicio, y los dotrinéis y enseñéis en las cosas de nuestra santa fee católica, é habiendo religiosos en la ciudad, traigáis ante ellos los hijos del cacique para que sean ansimesmo instruídos en las cosas de nuestra religión cristiana, é si ansí no lo hiciérades, cargue sobre vuestra persona é no sobre S.M. ni mía, que en su real nombre os los deposito, é mando á todos é cualesquier justicias desta ciudad, que luego que esta mi cédula les fuese mostrada os metan en la posesión de los dichos caciques principales é indios, so pena de dos mil pesos de oro aplicados para la cámara é fisco de S.M. Dado en esta dicha ciudad, á veinte é cuatro días del mes de Henero de mill é quinientos é cuarenta é cuatro años.- 
Pedro de Valdivia.- Por mandado de Pedro de Valdivia, mi señor, eleto Gobernador.- Juan de Cardeña, escribano mayor del juzgado.

### 1808: Escándalo "Simón Ramírez"
En este hecho se vieron involucrados algunos de los más conspicuos personajes de la sociedad santiaguina y porteña.
En 1808 llegó a las costas chilenas la fragata Scorpion, al mando del Tristán Búnker, bajo el pretexto de pescar ballenas, sin embargo, dentro de sus bodegas, se encontraba a modo de contrabando un cargamento con telas inglesas, las cuales debían ser comercializadas en Chile. Con este propósito el capitán se contacta con el médico norteamericano residente en Quillota, Enrique Faulkner.
Tras un acuerdo se estableció que en la Hacienda de Topocalma de Litueche, propiedad de José Fuenzalida, se realizaría la transacción, la cual estaba estimada en 80 000 pesos de la época. Del arribo de la nave se informó al delegado de Distrito de Colchagua, Francisco Antonio de la Carrera.
Fuenzalida, De la Carrera y Faulkner, conspiraron en contra de Búnker, para poder apoderarse de la carga. Pero para lograrlo pidieron la ayuda del gobernador García Carrasco, quien participaría a través del envío de los "dragones" -policía de la época- necesarios para efectuar la operación. Según narra el libro "Historiadores de la Independencia" -del historiador Enrique Matta Vial- el gobernador y su secretario Martínez de Rozas, prestaron la "asesoría" a cambio de la entrega del 85 % de los beneficios y obviamente ocultándole el asunto a las autoridades aduaneras. Otro participe, fue George Edwards Brown, patriarca de la Familia Edwards en Chile-
Para poder estafar a Bunker, se elaboró un plan que empezó el 25 de septiembre en Topocalma, cuando el mayordomo del marqués de Larraín, el representante De la Carrera y Faulkner, subieron a bordo del barco para transar el intercambio de las telas inglesas por cobre. Mientras se efectuaba la transacción, soldados disfrazados llevaban el cobre hacia la embarcación. Posteriormente la delegación invitó al capitán a un banquete, pero ante una señal dada, los supuestos soldados asesinaron a Tristán Bunker y a sus ocho marineros. Tras lo cual se apoderaron de la fragata.
Los hechos fueron sabidos y generó un escándalo violento por parte de la gente, la cual quiso linchar a los comerciantes que participaron en los acontecimientos, y ellos lo hubiesen logrado a no ser por un escuadrón de 80 dragones que los protegía. En Santiago los repudios se dirigieron hacia el Gobernador García Carrasco y su secretario Martínez de Rozas, quienes en poco tiempo acumularon un gran número de juicios por el hecho; ello generó que Martínez de Rozas se recluyera en Concepción. El desprestigio del Gobernador en 1809 entre los criollos empezó a cundir y se comienza a incubar la idea de gobernarse a sí mismos a través del Cabildo.

### Vicente Benavides
Junto al faro de Topocalma, donde fue capturado el 2 de octubre de 1821 el renegado Vicente Benavides, quien protagoniza la Guerra a Muerte a favor de los realistas. Benavides, siendo chileno, se hacía llamar “Representante de la cuarta parte del universo” en alusión al poderío español.

### Diccionario Geográfico de Chile (1897)
Topocalma.-—Caleta del departamento de San Fernando, situada por los 34º 08' Lat. y 72° 00' Lon. á seis ó siete kilómetros al SO. de Tumán. Está ligeramente abrigada por un morro saliente de 125 metros de altitud unido á las medianas sierras vecinas del oriente llamado también punta de Topocalma. Á su lado norte saliente desagua un pequeño riachuelo del mismo nombre, que tiene origen hacia el SE. Los contornos oriéntales de la caleta se abren en un valle fértil de un fundo de su propia denominación. Aquí aportó la lancha que desde Lebu traía al famoso bandido Vicente Benavídes y en donde fue tomado preso el 2 de febrero de 1822 y condenado después fue ahorcado en la plaza pública de Santiago el 23 del mismo mes. También se hace memoria de esta caleta por el naufragio á principios de 1830 de parte de las tropas del general Don Ramón Freiré que sostuvieron el conflicto civil del país terminado en Lircay; véase éste y Tarpellanca. 
Francisco Solano Asta-Buruaga y Cienfuegos, Diccionario Geográfico de la República de Chile (1897 ) 

### La Ballena de Topocalma
Una gran ballena fue avistada el 1 de febrero de 1898  como a las cinco y media de la tarde, apareciendo el cetáceo en las inmediaciones de la playa, desde donde se pudo apreciar su extraordinaria magnitud. Los lugareños aseguran que sin lugar a dudas es el ejemplar más grande que haya arribado a esas aguas. Permaneció algún tiempo descubriendo por sobre la superficie del mar la mitad de su cuerpo y arrojaba enormes mangas de agua (sic). Así publicó la noticia el periódico La Verdad, de San Fernando.Y es en la mencionada ciudad, en el Museo de Lircunlauta, donde reposan y muestran los restos de la Ballena de Topocalma, costillas y vértebras de grandes proporciones, las que corresponderían a un ejemplar de ballena azul, el más grande de los cetáceos y por tanto, los seres vivos de mayor dimensión que habitan el planeta.

### El León de Topocalma
La caza de un león en la hacienda de Topocalma de don Onofre Asalgado.Este señor junto a otros lugareños y algunos perros, lograron encontrarlo en una de las quebradas costeras.Los cazadores obligaron al felino a trepar a un árbol, donde pretendieron lazarlo vivo para lo cual subieron un niño a un árbol vecino, quién logró colocárselo. El carnívoro reaccionó violentamente y trasladándose a otra rama puso en peligro la vida del chico., razón para que los cazadores abrieran fuego sobre el animal.El león medía dos metros de largo y uno de altura. Llama la atención las proporciones del felino, que tenía preocupado a los lugareños por los perjuicios que había hecho. 
El Progreso, periódico del Puerto de Matanzas, del día 17 de agosto de 1913.

### Dictadura militar
Durante la dictadura militar, muchos de los habitantes de la Caleta fueron presionados a abandonar la Caleta, perdiendo las tierras y animales que estaban comprando por presiones indebidas de los militares quienes irrumpían a toda hora en sus rucos destrozándolos en busca de armas. Se formaron comisiones liquidadoras de las cooperativas para quitarles las tierras a los campesinos a precio vil. Uno de los implicados en estas comisiones liquidadoras fue el yerno de Pinochet Julio Ponce Lerou. Muchas de estas personas trabajaban en la Hacienda Topocalma sin remuneración recibiendo como paga el derecho a recolectar algas.

### Terremoto de Chile de 2010
EL 27 de febrero de 2010, se produjo un gran sismo en las costas de Chile con un devastador tsunami posterior. La barra de Topocalma fue devastada y los pescadores perdieron todo. Se vio la solidaridad de muchos pero la perfidia de algunos otros.

## Caleta
Dentro de la playa hay una caleta que se dedica a la pesca y a la extracción de algas. Este asentamiento está ubicado en la desembocadura del Estero Topocalma. Su ubicación exacta esta en 34°7′21″S 71°59′6″O / -34.12250, -71.98500. Los accesos son desde el este a través de la Autopista del Sol, Melipilla y Litueche. Este está a 18 ms de distancia y conectado por caminos de tierra. O por el sur a través de la Carretera 5 Sur, San Fernando, Santa Cruz, Marchigue.
Explotan el Cochayuyo, la Luga y la Chasca.
Se pesca corvina y se extrae El molusco Loco.